# Big Brother Slovenija (3. sezona)
Big Brother Slovenija 2015 je tretja sezona Slovenskega Big Brotherja, ki se je predvajala na Kanalu A. To je prva civilna sezono Big Brotherja, da zrak v Sloveniji od leta 2008. Po sedmih letih predah redne serije so se odločili, da Big Brother spet vrnejo na slovensko televizijo. Čeprav se je sezona začela 6. marca 2015 in končala 19. junija 2015, so trije stanovalci vstopil v hišo dan pred začetkom. Te trije stanovalci so živeli v skrivni sobi, s tem da stanovalci za njih niso vedeli. Voditeljica oddaje je to sezono Ana Maria Mitič. Zaradi nasloni proračunskih to sezono v hiši se ne nahaja v Sloveniji. Šov so snemali v srbiji kjer se nahaja hiša srbskega Velikega Brata. Zmagovalka sezone je bila Pia Filipčič.

## Opis
Big Brother v tokratni sezoni pripravil različne skrivnosti in prva skrivnost je bila že takoj na začetku Elitni del hiše oz. skrivna soba kamor so se dan pred uradnim začetkom vselili trije stanovalci (Tina,Tomaž in Pia). Oni so odločali kar se bo dogajalo v prvem tednu, v drugem tednu kdo bo elita in v tretjem tednu v hiši Big brotherja imeli so pa tudi pregled kaj se dogaja v hiši 24 ur na dan. Že dan pred vselitvijo so morali odločiti kdo od 12 stanovalcev bo tisti, ki bo spal v sobi z dvema pogradoma ti. soba za zaposlene. Za te tri stanovalce ni smel izvedeti nihče. Po prvem tednu se jim je pridružil Tibor, elitni del pa je zapustil Tomaž. Za Tomažem je pa teden kasneje elito zapustila Tina. Pia in Tibor sta ostala v elitnem delu še en teden. Dokler so bili v eliti so imeli imuniteto. Skrivnost je bila razkrita 37 dan. 
Prostori Elite so se pojavljali tudi v nadaljevanju sezone: 6 teden je morala kot edina stanovalka v sklopu naloge delati v prostorih skrivne naloge, na koncu sedmega tedna dan pred vselitvijo lažnih stanovalcev iz smetišča, v sklopu tedenske naloge EU Trojka oz. kriza so imeli Ana, Mitja in Tomaž možnost biti v elitnem delu in opazovati druge stanovalce in odločati katere ukrepe bodo uveljavili v hiši do konca naloge. V desetem tednu je bil v elitnih prostorih postavljen radio, V začetku 13 tedna ko sta David in Ana Mari prespala noč v eliti in v 14 tednu ko sta Mitja in Pia morala v eliti popiti čim več koktelov in stanovalce prepričati, da sta trezna s tem sta stanovalcem priborila žur. Soba za zaposlene se pa je v enajstem tednu spremenila v pisarno za potrebo naloge.
Druga skrivnost je bilo lažno smetišče 44 dan je Big Brother stanovalcem naznanil, da niso sami, da obstaja še ena hiša ti. smetišče. Čez teden so se morali stanovalci boriti proti drugim stanovalcem v različnih igrah za obstanek v hiši. V boju so zmagali stanovalci. 50 dan so bili objavljeni razultati tedenske naloge kjer so stanovalci zmagali. Še isti dan so se pa je vselilo lažnih pet stanovalcev smetišča Martin, A.J.(Ana Jeler), Franc, Natalija in Mitja. Skrivnost je bila razkrita 105 dan.
Tretja skrivnost so pa bili VIP stanovalci. Trije slavni stanovalci (Vlado Pilja (glasbenik), Suzana Jakšič (1. sezona Big Brother Slovenija, Kmetija Slavnih) in Soraja - Sara Vučelić ) so se vselili 85 dan. Oni so morali stanovalce z različnimi dejanji in provokativnimi besedami provocirati in jih prepričati, da se enako kot oni borijo za glavno nagrado kar je laž. Skrivnost je bila razkrita 105 dan. 
Glasovanje je v prvih petih tednih potekalo normalno (stanovalci so nominirali-gledalci izločali). Za šest tednov se je glasovanje spremenilo (Gledalci nominirajo - stanovalci izločajo). V trinajstem tednu se je glasovanje povrnilo v prvotno. Prvič v slovenskem Big Brotherju so bili boji za starešino hiše. Starešina je imel privilegij veta (s tem je lahko rešil enega od nominirancev) in imel je dvojne točke pri nominacijah.

## Stanovalci tretje sezone so:
| Teden izločitve | Tekmovalec               | Kraj           | Starost |
| --------------- | ------------------------ | -------------- | ------- |
| Zmagovalka      | Pia Filipčič             | Koper          | 22 let  |
| 15              | Ana Mari Panker          | Veščica        | 22 let  |
| 15              | Tomaž Jeraj              | Brezovica      | 35 let  |
| 15              | Sebastjan Burnar         | Ivančna Gorica | 30 let  |
| 15              | Ana Hrovat               | Mislinija      | 22 let  |
| 15              | Mitja Valant             | Drevernik      | 27 let  |
| 14              | Martin Flis              | Krško          | 24 let  |
| 13              | David Vrbnjak            | Štore          | 25 let  |
| 11              | Franc Rozman             | Izola          | 68 let  |
| 10              | Tibor Baiee              | Ljubljana      | 28 let  |
| 9               | Natalija Mikložič        | Maribor        | 27 let  |
| 9               | Ana Jeler (A.J)          | Piran          | 20 let  |
| 8               | Nina Golub               | Maribor        | 23 let  |
| 7               | Sebastjan Zajc (Zajc)    | Moravče        | 27 let  |
| 6               | Darja Vrbnjak            | Štore          | 46 let  |
| 6               | Tina Lukić               | Maribor        | 29 let  |
| 5               | Žiga Puconja             | Ljubljana      | 29 let  |
| 4               | Marko Ubiparip           | Ljubljana      | 21 let  |
| 3               | Dijana Branilović (Didi) | Jesenice       | 34 let  |
| 2               | Ksenija Kranjec          | Slovenj Gradec | 23 let  |

## Nominacijska lestvica
Prvi stanovalec, ki je napisan je dobil 2. točki za izselitev, drugi pa je dobil 1 točko za izselitev.
|            | 1 teden                      | 2 teden                            | 3 teden                           | 4 teden                          | 5 teden                         | 6 teden                                                         | 7 teden                                                             | 8 teden                                                         | 9 teden                                                              | 10 teden                                                                                              | 11 teden                                                          | 12 teden                          | 13 teden                         | 14 teden                                | 15 teden                                 | Finale                        | Finale                        |
| ---------- | ---------------------------- | ---------------------------------- | --------------------------------- | -------------------------------- | ------------------------------- | --------------------------------------------------------------- | ------------------------------------------------------------------- | --------------------------------------------------------------- | -------------------------------------------------------------------- | --- | ----------------------------------------------------------------- | --------------------------------- | -------------------------------- | --------------------------------------- | ---------------------------------------- | ----------------------------- | ----------------------------- |
| Pia        | Skrivna Soba                 | Skrivna Soba                       | Nina/Zajc Dijana/Tina             | Marko Zajc                       | David Tomaž                     | David Darja                                                     | Zajc Sebastjan                                                      | David Nina                                                      | Sebastjan Natalija                                                   | Franc David                                                                                           | David Franc                                                       | Ni nominacij                      | Sebastjan David                  | Vlado Ana Mari                          | Ni nominacij                             | Zmagovalka (106 dni)          | Zmagovalka (106 dni)          |
| Ana Mari   | Sebastjan Ana H              | Imuniteta                          | Nina/Zajc Dijana/Tina             | Tina Nina                        | Ana H Tomaž                     | Nina Daria                                                      | Nina Zajc                                                           | Nina Pia                                                        | Natalija Franc                                                       | Franc David                                                                                           | Franc Martin                                                      | Ni nominacij                      | Martin Sebastjan                 | Vlado Martin                            | Ni nominacij                             | Drugo mesto (106 dni)         | Drugo mesto (106 dni)         |
| Tomaž      | Skrivna Soba                 | Imuniteta                          | Dijana/Tina Žiga/Marko            | Marko Nina                       | Pia Zajc                        | Nina David                                                      | Nina Zajc                                                           | Pia Nina                                                        | Natalija Franc                                                       | Tibor Frnac                                                                                           | David Franc                                                       | Ni nominacij                      | Ana Mari David                   | Suzana Martin                           | Ni nominacij                             | Tretje mesto (106 dni)        | Tretje mesto (106 dni)        |
| Sebastjan  | Marko Ana H                  | Imuniteta                          | Nina/Zajc Dijana/Tina             | Darija Marko                     | Žiga Tomaž                      | Darja David                                                     | Nina Zajc                                                           | Pia Nina                                                        | Franc Natalija                                                       | Franc Tibor                                                                                           | Franc Martin                                                      | Ni nominacij                      | Ana Mari David                   | Vlado Ana Mari                          | Ni nominacij                             | Četrto mesto (106 dni)        | Četrto mesto (106 dni)        |
| Ana H      | Marko Sebastjan              | Ni nominacij                       | Dijana/Tina Žiga/Marko            | Žiga Marko                       | Žiga Darija                     | Darja David                                                     | Zajc Sebastjan                                                      | David Nina                                                      | Nataljia Franc                                                       | Tibor Franc                                                                                           | David Franc                                                       | Ni nominacij                      | Ana Mari David                   | Vlado Ana Mari                          | Ni nominacij                             | Izseljena (105 dni)           | Izseljena (105 dni)           |
| Mitja      | Ni ga bilo v hiši            | Ni ga bilo v hiši                  | Ni ga bilo v hiši                 | Ni ga bilo v hiši                | Ni ga bilo v hiši               | Ni ga bilo v hiši                                               | Ni ga bilo v hiši                                                   | Nina Pia                                                        | Franc Natalija                                                       | Tibor David                                                                                           | David Martin                                                      | Ni nominacij                      | Ana Mari David                   | Soraja Ana Mari                         | Ni nominacij                             | Izseljen (105 dni)            | Izseljen (105 dni)            |
| Soraja     | Ni je bilo v hiši            | Ni je bilo v hiši                  | Ni je bilo v hiši                 | Ni je bilo v hiši                | Ni je bilo v hiši               | Ni je bilo v hiši                                               | Ni je bilo v hiši                                                   | Ni je bilo v hiši                                               | Ni je bilo v hiši                                                    | Ni je bilo v hiši                                                                                     | Ni je bilo v hiši                                                 | Ni je bilo v hiši                 | Gost                             | Vlado Ana Mari                          | Ni nominacij                             | Izseljena (105 dni)           | Izseljena (105 dni)           |
| Suzana     | Ni je bilo v hiši            | Ni je bilo v hiši                  | Ni je bilo v hiši                 | Ni je bilo v hiši                | Ni je bilo v hiši               | Ni je bilo v hiši                                               | Ni je bilo v hiši                                                   | Ni je bilo v hiši                                               | Ni je bilo v hiši                                                    | Ni je bilo v hiši                                                                                     | Ni je bilo v hiši                                                 | Ni je bilo v hiši                 | Gost                             | Vlado Ana Mari                          | Ni nominacij                             | Izseljena (105 dni)           | Izseljena (105 dni)           |
| Martin     | Ni ga bilo v hiši            | Ni ga bilo v hiši                  | Ni ga bilo v hiši                 | Ni ga bilo v hiši                | Ni ga bilo v hiši               | Ni ga bilo v hiši                                               | Ni ga bilo v hiši                                                   | Nina David                                                      | Natalija Franc                                                       | David Tibor                                                                                           | Franc David                                                       | Ni nominacij                      | David Ana Mari                   | Vlado Ana Mari                          | Izseljen (99 dni)                        | Izseljen (99 dni)             | Izseljen (99 dni)             |
| Vlado      | Ni ga bilo v hiši            | Ni ga bilo v hiši                  | Ni ga bilo v hiši                 | Ni ga bilo v hiši                | Ni ga bilo v hiši               | Ni ga bilo v hiši                                               | Ni ga bilo v hiši                                                   | Ni ga bilo v hiši                                               | Ni ga bilo v hiši                                                    | Ni ga bilo v hiši                                                                                     | Ni ga bilo v hiši                                                 | Ni ga bilo v hiši                 | Gost                             | Pia Ana Mari                            | Izseljen (99 dni)                        | Izseljen (99 dni)             | Izseljen (99 dni)             |
| David      | Ksenija Zajc                 | Imuniteta                          | Dijana/Tina Žiga/Marko            | Marko Tina                       | Zajc Nina                       | Nina Darja                                                      | Zajc Nina                                                           | Nina Pia                                                        | Natalija Franc                                                       | Franc Tibor                                                                                           | Franc Martin                                                      | Ni nominacij                      | Martin Sebastjan                 | Izseljen (92 dni)                       | Izseljen (92 dni)                        | Izseljen (92 dni)             | Izseljen (92 dni)             |
| Franc      | Ni ga bilo v hiši            | Ni ga bilo v hiši                  | Ni ga bilo v hiši                 | Ni ga bilo v hiši                | Ni ga bilo v hiši               | Ni ga bilo v hiši                                               | Ni ga bilo v hiši                                                   | David Nina                                                      | Sebastjan Natalija                                                   | Tibor David                                                                                           | David Martin                                                      | Izseljen (78 dni)                 | Izseljen (78 dni)                | Izseljen (78 dni)                       | Izseljen (78 dni)                        | Izseljen (78 dni)             | Izseljen (78 dni)             |
| Tibor      | Ana H Sebastjan              | Skrivna Soba                       | Nina/Zajc Dijana/Tina             | Tina Zajc                        | Tomaž Zajc                      | Darja Nina                                                      | Nina Zajc                                                           | Nina Pia                                                        | Franc Natalija                                                       | Franc David                                                                                           | Izseljen (71 dni)                                                 | Izseljen (71 dni)                 | Izseljen (71 dni)                | Izseljen (71 dni)                       | Izseljen (71 dni)                        | Izseljen (71 dni)             | Izseljen (71 dni)             |
| Natalija   | Ni je bilo v hiši            | Ni je bilo v hiši                  | Ni je bilo v hiši                 | Ni je bilo v hiši                | Ni je bilo v hiši               | Ni je bilo v hiši                                               | Ni je bilo v hiši                                                   | David Nina                                                      | Sebastjan Franc                                                      | Izseljena (64 dni)                                                                                    | Izseljena (64 dni)                                                | Izseljena (64 dni)                | Izseljena (64 dni)               | Izseljena (64 dni)                      | Izseljena (64 dni)                       | Izseljena (64 dni)            | Izseljena (64 dni)            |
| Ana J      | Ni je bilo v hiši            | Ni je bilo v hiši                  | Ni je bilo v hiši                 | Ni je bilo v hiši                | Ni je bilo v hiši               | Ni je bilo v hiši                                               | Ni je bilo v hiši                                                   | David Nina                                                      | Odšla (62 dni)                                                       | Odšla (62 dni)                                                                                        | Odšla (62 dni)                                                    | Odšla (62 dni)                    | Odšla (62 dni)                   | Odšla (62 dni)                          | Odšla (62 dni)                           | Odšla (62 dni)                | Odšla (62 dni)                |
| Nina       | Žiga Dijana                  | Ni nominacij                       | Žiga/Marko Dijana/Tina            | Žiga Marko                       | Žiga Tomaž                      | David Darja                                                     | Zajc Sebastjan                                                      | David Pia                                                       | Izseljena (57 dni)                                                   | Izseljena (57 dni)                                                                                    | Izseljena (57 dni)                                                | Izseljena (57 dni)                | Izseljena (57 dni)               | Izseljena (57 dni)                      | Izseljena (57 dni)                       | Izseljena (57 dni)            | Izseljena (57 dni)            |
| Zajc       | Ksenija Tibor                | Ni nominacij                       | Žiga/Marko Dijana/Tina            | Marko Tomaž                      | David Tomaž                     | Darja David                                                     | Sebastjan Nina                                                      | Izseljen (50 dni)                                               | Izseljen (50 dni)                                                    | Izseljen (50 dni)                                                                                     | Izseljen (50 dni)                                                 | Izseljen (50 dni)                 | Izseljen (50 dni)                | Izseljen (50 dni)                       | Izseljen (50 dni)                        | Izseljen (50 dni)             | Izseljen (50 dni)             |
| Darja      | Nina Ana H                   | Imuniteta                          | Dijana/Tina Žiga/Marko            | Ni nominirala                    | Nina Ana H                      | Nina David                                                      | Izseljena (43 dni)                                                  | Izseljena (43 dni)                                              | Izseljena (43 dni)                                                   | Izseljena (43 dni)                                                                                    | Izseljena (43 dni)                                                | Izseljena (43 dni)                | Izseljena (43 dni)               | Izseljena (43 dni)                      | Izseljena (43 dni)                       | Izseljena (43 dni)            | Izseljena (43 dni)            |
| Tina       | Skrivna Soba                 | Skrivna Soba                       | Nina/Zajc Ana H/David             | Zajc Marko                       | Pia Tomaž                       | Odšla (39 dni)                                                  | Odšla (39 dni)                                                      | Odšla (39 dni)                                                  | Odšla (39 dni)                                                       | Odšla (39 dni)                                                                                        | Odšla (39 dni)                                                    | Odšla (39 dni)                    | Odšla (39 dni)                   | Odšla (39 dni)                          | Odšla (39 dni)                           | Odšla (39 dni)                | Odšla (39 dni)                |
| Žiga       | Sebastjan Ana H              | Imuniteta                          | Nina/Zajc Tomaž/Darija            | Tomaž Nina                       | Tomaž Nina                      | Izseljen (36 dni)                                               | Izseljen (36 dni)                                                   | Izseljen (36 dni)                                               | Izseljen (36 dni)                                                    | Izseljen (36 dni)                                                                                     | Izseljen (36 dni)                                                 | Izseljen (36 dni)                 | Izseljen (36 dni)                | Izseljen (36 dni)                       | Izseljen (36 dni)                        | Izseljen (36 dni)             | Izseljen (36 dni)             |
| Marko      | Ana H Žiga                   | Imuniteta                          | Nina/Zajc Tomaž/Darija            | Tomaž Nina                       | Izseljen (29 dni)               | Izseljen (29 dni)                                               | Izseljen (29 dni)                                                   | Izseljen (29 dni)                                               | Izseljen (29 dni)                                                    | Izseljen (29 dni)                                                                                     | Izseljen (29 dni)                                                 | Izseljen (29 dni)                 | Izseljen (29 dni)                | Izseljen (29 dni)                       | Izseljen (29 dni)                        | Izseljen (29 dni)             | Izseljen (29 dni)             |
| Dijana     | Ana H Nina                   | Imuniteta                          | Nina/Zajc Ana H/David             | Izseljena (22 dni)               | Izseljena (22 dni)              | Izseljena (22 dni)                                              | Izseljena (22 dni)                                                  | Izseljena (22 dni)                                              | Izseljena (22 dni)                                                   | Izseljena (22 dni)                                                                                    | Izseljena (22 dni)                                                | Izseljena (22 dni)                | Izseljena (22 dni)               | Izseljena (22 dni)                      | Izseljena (22 dni)                       | Izseljena (22 dni)            | Izseljena (22 dni)            |
| Ksenija    | David Sebastjan              | Ni nominacij                       | Izseljena (15 dni)                | Izseljena (15 dni)               | Izseljena (15 dni)              | Izseljena (15 dni)                                              | Izseljena (15 dni)                                                  | Izseljena (15 dni)                                              | Izseljena (15 dni)                                                   | Izseljena (15 dni)                                                                                    | Izseljena (15 dni)                                                | Izseljena (15 dni)                | Izseljena (15 dni)               | Izseljena (15 dni)                      | Izseljena (15 dni)                       | Izseljena (15 dni)            | Izseljena (15 dni)            |
|            |                              |                                    |                                   |                                  |                                 |                                                                 |                                                                     |                                                                 |                                                                      | |                                                                   |                                   |                                  |                                         |                                          |                               |                               |
| Nominirani | Zajc Tibor Žiga              | Ana H Ksenija Nina Zajc            | Nina Zajc Dijana Tina Žiga Marko  | Marko Tina Tomaž                 | Tomaž Žiga David Pia Zajc Nina  | Nina Darja David                                                | Nina Zajc Sebastjan                                                 | Nina David Tomaž starešina Pia                                  | Natalija Franc Sebastjan                                             | Frnac Mitja v finalu David Ana H v Finalu Sebastjan rešen od starešine Martin najdena imuniteta Tibor | Franc Sebastjan starešina David Martin 4. mesto                   |                                   | Ana Mari David Martin            | Vlado Ana Mari Suzana Martin Soraja Pia | Ana H Ana Mari Mitja Pia Sebastjan Tomaž | Ana Mari Pia Sebastjan Tomaž  | Ana Mari Pia Sebastjan Tomaž  |
| Odhodi     | nihče                        | nihče                              | nihče                             | nihče                            | nihče                           | Tina                                                            | nihče                                                               | nihče                                                           | Ana J                                                                | nihče                                                                                                 | nihče                                                             | nihče                             | nihče                            | nihče                                   | nihče                                    | nihče                         | nihče                         |
| Izločitve  | Tibor 3 od 3 točk za v elito | Ksenija Največ glasov za izselitev | Dijana Največ glasov za izselitev | Marko Največ glasov za izselitev | Žiga Največ glasov za izselitev | Darja 14 od 33 točk za izselitev                                | Zajc 14 of 30 točk za izselitev                                     | Nina 18 od 42 točk za izselitev                                 | Natalija 17 od 36 točk za izselitev                                  | Tibor 13 od 33 točk za izselitev                                                                      | Franc 13 od 30 točk za izselitev                                  |                                   | David Največ glasov za izselitev | Vlado Največ glasov za izselitev        | Ana H za zmago (5. mesto)                | Sebastjan za zmago (4. mesto) | Sebastjan za zmago (4. mesto) |
| Izločitve  | Tibor 3 od 3 točk za v elito | Ksenija Največ glasov za izselitev | Dijana Največ glasov za izselitev | Marko Največ glasov za izselitev | Žiga Največ glasov za izselitev | Darja 14 od 33 točk za izselitev                                | Zajc 14 of 30 točk za izselitev                                     | Nina 18 od 42 točk za izselitev                                 | Natalija 17 od 36 točk za izselitev                                  | Tibor 13 od 33 točk za izselitev                                                                      | Franc 13 od 30 točk za izselitev                                  | Mitja za zmago (6 mseto)          | David Največ glasov za izselitev | Vlado Največ glasov za izselitev        |                                          | Sebastjan za zmago (4. mesto) | Sebastjan za zmago (4. mesto) |
| Izločitve  | Tibor 3 od 3 točk za v elito | Ksenija Največ glasov za izselitev | Dijana Največ glasov za izselitev | Marko Največ glasov za izselitev | Žiga Največ glasov za izselitev | Darja 14 od 33 točk za izselitev                                | Zajc 14 of 30 točk za izselitev                                     | Nina 18 od 42 točk za izselitev                                 | Natalija 17 od 36 točk za izselitev                                  | Tibor 13 od 33 točk za izselitev                                                                      | Franc 13 od 30 točk za izselitev                                  | Martin Največ glasov za izselitev | David Največ glasov za izselitev | Soraja                                  | Tomaž za zmago (3. mesto)                | Ana Mari za zmago (2. mesto)  |                               |
| Izločitve  | Tibor 3 od 3 točk za v elito | Ksenija Največ glasov za izselitev | Dijana Največ glasov za izselitev | Marko Največ glasov za izselitev | Žiga Največ glasov za izselitev | Darja 14 od 33 točk za izselitev                                | Zajc 14 of 30 točk za izselitev                                     | Nina 18 od 42 točk za izselitev                                 | Natalija 17 od 36 točk za izselitev                                  | Tibor 13 od 33 točk za izselitev                                                                      | Franc 13 od 30 točk za izselitev                                  | Martin Največ glasov za izselitev | David Največ glasov za izselitev | Suzana                                  | Tomaž za zmago (3. mesto)                | Ana Mari za zmago (2. mesto)  |                               |
| Preživel   | Žiga Zajc                    | Nina Zajc Ana H                    | Nina Žiga Zajc Marko              | Tina Tomaž                       | Nina Pia Tomaž David Zajc       | Nina 10 od 33 točk za izselitav David 9 od 33 točk za izselitav | Nina 11 od 30 točk za izselitav Sebastjan 5 od 30 točk za izselitav | David 13 od 42 točk za izselitav Pia 11 od 42 točk za izselitav | Franc 13 od 36 točk za izselitav Sebastjan 6 od 36 točk za izselitav | Franc 12 od 33 točk za izselitav David 8 od 33 točk za izselitav                                      | David 11 od 30 točk za izselitav Martin 6 od 30 točk za izselitav |                                   | Martin Ana Mari                  | Suzana Pia Soraja Ana Mari              | Ana Mari Pia Sebastjan Tomaž             | Pia Zmagovalka                | Pia Zmagovalka                |

### Število nominacij
|           | 1. teden  | 2. teden  | 3. teden  | 4. teden  | 5. teden  | 6. teden  | 7. teden  | 8. teden  | 9. teden  | 10. tedne | 11. teden | 13. teden | 14 teden  | 15 teden  | Finale       | Skupaj |
| --------- | --------- | --------- | --------- | --------- | --------- | --------- | --------- | --------- | --------- | --------- | --------- | --------- | --------- | --------- | ------------ | ------ |
| Pia       | -         | -         | -         | 0         | 4         | 0         | 0         | 11        | 0         | 0         | 0         | 0         | 2         | 0         | Zmagovalka   | 17     |
| Ana Mari  | 0         | 0         | 0         | 0         | 0         | 0         | 0         | 0         | 0         | 0         | 0         | 8         | 9         | 0         | Drugo mesto  | 17     |
| Tomaž     | -         | 0         | 2         | 5         | 10        | 0         | 0         | 0         | 0         | 0         | 0         | 0         | 0         | 0         | Tretje mesto | 17     |
| Sebastjan | 7         | 0         | 0         | 0         | 0         | 0         | 5         | 0         | 6         | 0         | 0         | 4         | 0         | 0         | Četrto mesto | 22     |
| Ana H     | 10        | 0         | 2         | 0         | 3         | 0         | 0         | 0         | 0         | 0         | 0         | 0         | 0         | 0         | Izseljena    | 15     |
| Mitja     | Ni v hiši | Ni v hiši | Ni v hiši | Ni v hiši | Ni v hiši | Ni v hiši | Ni v hiši | 0         | 0         | 0         | 0         | 0         | 0         | 0         | Izseljen     | 0      |
| Soraja    | Ni v hiši | Ni v hiši | Ni v hiši | Ni v hiši | Ni v hiši | Ni v hiši | Ni v hiši | Ni v hiši | Ni v hiši | Ni v hiši | Ni v hiši | 0         | 2         | 0         | Izseljena    | 2      |
| Suzana    | Ni v hiši | Ni v hiši | Ni v hiši | Ni v hiši | Ni v hiši | Ni v hiši | Ni v hiši | Ni v hiši | Ni v hiši | Ni v hiši | Ni v hiši | 0         | 2         | 0         | Izseljena    | 2      |
| Martin    | Ni v hiši | Ni v hiši | Ni v hiši | Ni v hiši | Ni v hiši | Ni v hiši | Ni v hiši | 0         | 0         | 0         | 6         | 4         | 2         | Izseljen  | Izseljen     | 12     |
| Vlado     | Ni v hiši | Ni v hiši | Ni v hiši | Ni v hiši | Ni v hiši | Ni v hiši | Ni v hiši | Ni v hiši | Ni v hiši | Ni v hiši | Ni v hiši | 0         | 16        | Izseljen  | Izseljen     | 16     |
| David     | 0         | 0         | 2         | 0         | 4         | 9         | 0         | 13        | 0         | 6         | 11        | 11        | Izseljen  | Izseljen  | Izseljen     | 56     |
| Franc     | Ni v hiši | Ni v hiši | Ni v hiši | Ni v hiši | Ni v hiši | Ni v hiši | Ni v hiši | 0         | 13        | 12        | 13        | Izseljen  | Izseljen  | Izseljen  | Izseljen     | 38     |
| Tibor     | 1         | -         | -         | 0         | 0         | 0         | 0         | 0         | 0         | 13        | Izseljen  | Izseljen  | Izseljen  | Izseljen  | Izseljen     | 14     |
| Natalija  | Ni v hiši | Ni v hiši | Ni v hiši | Ni v hiši | Ni v hiši | Ni v hiši | Ni v hiši | 0         | 17        | Izseljena | Izseljena | Izseljena | Izseljena | Izseljena | Izseljena    | 17     |
| Ana J     | Ni v hiši | Ni v hiši | Ni v hiši | Ni v hiši | Ni v hiši | Ni v hiši | Ni v hiši | 0         | Odšla     | Odšla     | Odšla     | Odšla     | Odšla     | Odšla     | Odšla        | 0      |
| Nina      | 1         | 0         | 16        | 2         | 4         | 10        | 11        | 18        | Izseljena | Izseljena | Izseljena | Izseljena | Izseljena | Izseljena | Izseljena    | 62     |
| Zajc      | 1         | 0         | 16        | 4         | 4         | 0         | 14        | Izseljen  | Izseljen  | Izseljen  | Izseljen  | Izseljen  | Izseljen  | Izseljen  | Izseljen     | 38     |
| Darja     | 0         | 0         | 2         | 4         | 1         | 14        | Izseljena | Izseljena | Izseljena | Izseljena | Izseljena | Izseljena | Izseljena | Izseljena | Izseljena    | 21     |
| Tina      | -         | -         | 14        | 3         | 0         | Odšla     | Odšla     | Odšla     | Odšla     | Odšla     | Odšla     | Odšla     | Odšla     | Odšla     | Odšla        | 17     |
| Žiga      | 3         | 0         | 8         | 4         | 6         | Izseljen  | Izseljen  | Izseljen  | Izseljen  | Izseljen  | Izseljen  | Izseljen  | Izseljen  | Izseljen  | Izseljen     | 21     |
| Marko     | 4         | 0         | 8         | 12        | Izseljen  | Izseljen  | Izseljen  | Izseljen  | Izseljen  | Izseljen  | Izseljen  | Izseljen  | Izseljen  | Izseljen  | Izseljen     | 24     |
| Dijana    | 1         | 0         | 14        | Izseljena | Izseljena | Izseljena | Izseljena | Izseljena | Izseljena | Izseljena | Izseljena | Izseljena | Izseljena | Izseljena | Izseljena    | 15     |
| Ksenija   | 4         | 0         | Izseljena | Izseljena | Izseljena | Izseljena | Izseljena | Izseljena | Izseljena | Izseljena | Izseljena | Izseljena | Izseljena | Izseljena | Izseljena    | 4      |

| Barva | Pomen barve v nominacijski lestvici                                                            |
| ----- | ---------------------------------------------------------------------------------------------- |
|       | Izseljen v Elito                                                                               |
|       | Izločen z odločitvijo gledalcev                                                                |
|       | Prostovoljno odstopil/a od tekmovanja                                                          |
|       | Stanovalci živijo v skrivni sobi v Elitnem delu hiše                                           |
|       | Tekmovalec ima imuniteto                                                                       |
|       | Stanovalci so bili nominirani po nalogi in ni bilo nominacij oz. stanovalec ni seml nominiral. |
|       | Starešina hiše, pri nominacija ima dvojne točke in lahko reši nekoga nominacij                 |
|       | Stanovalci so nominirani iz strani gledalcev                                                   |
|       | Stanovalec je bil v hiši prisoten kot VIP gost                                                 |

Opombe:
- 1. teden

Big Brother je naredil lažne nominacije. Nato so morali stanovalci Elitnega (skrivna soba) dela hiše nominirati tri stanovalce. Nominirali so Sebastjana B., Tiborja in Žigo. Nihče ni vedel, da nebo nihče zapustil hišo Big Brother. Elita se je morala odločiti kdo od njih bo odšel k navadnim stanovalcem in kdo od nominiranih pride k eliti. Odločili so se, da iz elite odhaja Tomaž v elito pa Tibor.
- 2.teden

Stanovalci so dobili nalogo Elitna družba na začetku je bil v elitni družbi smo Tomaž, ki je izbral še dva člana to sta bila Ana Mari in David. Ti trije so še isti dan določili še Darijo. Vsak dan se je k Elitni Družbi pridružil še en član najprej Žiga nato Dijana za njo je prišel Marko in kot zadnji član Sebastjan B.. Vsak, ki je prišel v elito je dobil imuniteto. Tako so na koncu tedna (torek) ostali še štirje, ki so nominirani. To so Ana, Ksenija, Nina in Sebastjan Z.. Stanovalci v elitnem delu so morali izbrati kdo gre v hišo Big Brother samo med Tino in Pijo. Odločili so se, da gre Tina.
- 3.teden

Stanovalci so nominirali po parih. In so tako nominirali Štirje stanovalci. Prvemu paru sta bili namenjeni 2 točki, drugemu pa 1 točka. Nominirala sta tudi Tibor in Pia 2. točki sta dala Nini in Zajcu in eno točko Tini in Dijani. Stanovalci niso vedeli da ima Tina imuniteto in če jo v primeru nominirajo ne bo nominirana.
- 4.teden

Nominacije so potekale normalno samo Darija ni smela nominirati zaradi kršenja pravil glede nominacij.
- 5.teden

Ta teden sta imeli imuniteto Ana Mari in Tina zaradi zmaga pri prejšnji tedenski nalogi.
- 6.teden

Čez teden so gledalci odločali kdo naj ostane v hiši. trije kateri so dobili najmanj glasov so bili nominirani. Stanovalci so morali nominirali kdo od treh nominiranih naj zapusti hišo.
Tina je prostovoljno zapustila hišo Big Brother. Tibor je postal starešina in je imel privilegij Veta to pomeni, da lahko odreši sebe ali drugega od nominacij in postavi naslednjega na vroči stol, ki je imel najmanj glasov za obstanek v hiši. Ta privilegij ni izkoristil. Tibor je pa imel tudi dvojne nominacije.
- 7.teden

Tudi ta teden gledalci nominirajo in stanovalci izločajo. 
Big Brother je naredil lažno nalogo z lažnimi stanovalci in lažno hišo smetišče kjer naj bi živeli že od začetka šova proti katerim se čez teden borijo tisti kateri bodo zmagali bodo ostali v hiši, tisti, ki izgubijo pa zapustijo šov. David je postal starešina in je imel privilegij Veta to pomeni, da lahko odreši sebe ali drugega od nominacij in postavi naslednjega na vroči stol, ki je imel najmanj glasov za obstanek v hiši. Ta privilegij ni izkoristil. David je pa imel tudi dvojne nominacije.
- 8.teden

Ta teden so tudi nominirali gledalci.
Tomaž je postal starešina in je imel privilegij Veta to pomeni, da lahko odreši sebe ali drugega od nominacij in postavi naslednjega na vroči stol, ki je imel najmanj glasov za obstanek v hiši. Ta privilegij je izkoristil in rešil samega sebe. Tomaž je pa imel tudi dvojne nominacije.
- 9.teden

Tomaž je dobil ponudbo, da dobi 5.000€ a mora prepričati še nekoga, ki bo imel  preostalih 5.000€. Izbral je Ano. Imela sta tri možnosti. Prva možnost da vzameta 1.000€ in ostanejo 3 dni brez hrane in se prehranjujejo z vitaminskimi napitki. Druga možnost, da vzameta vsak po 5.000€ in ostanejo cel teden z vitaminskimi napitki. Tretja možnost pa je bila, da ne vzameta denarja. Denar sta vzela.  
Tomaž, Ana in Mitja so v tedenski nalogi postali trojka in so imel denar s katerim so lahko razpolagali sami. Ana Mari je postala starešina in je imela privilegij Veta to pomeni, da lahko odreši sebe ali drugega od nominacij in postavi naslednjega na vroči stol, ki je imel najmanj glasov za obstanek v hiši. Ta privilegij ni izkoristila. Ana Mari je pa imela tudi dvojne nominacije.
- 10.teden

Tomaž, Ana in Mitja so si kupili vstopnico za v finale s celotnim denarjem, ki jim je preostal.
Mitja je postal starešina in je imel privilegij Veta to pomeni, da lahko odreši sebe ali drugega od nominacij in postavi naslednjega na vroči stol, ki je imel najmanj glasov za obstanek v hiši. Mitja je pa imel tudi dvojne nominacije. Na vroči stol so se najprej usedli Franc Mitja in oseba x (tako je BB poimenoval Davida, kateri ni vedel da je prav on oseba x). Mitja si je kupil vstopnico v finale in je odšel iz stola za njim je bila Ana, ki je prav tako kupila finale. Za Ano se je usedel na stol Sebastjan katerega je rešil starešina Mitja. Nato je prišel na vroči stol Martin, ki je pa našel imuniteto tako da je za njem na stol prišel Tibor. 
- 11.teden

Sebastjan B. je postal starešina in je imel privilegij Veta to pomeni, da lahko odreši sebe ali drugega od nominacij in postavi naslednjega na vroči stol, ki je imel najmanj glasov za obstanek v hiši. Ta privilegij je izkoristil in rešil samega sebe. Sebastjan B. je pa imel tudi dvojne nominacije.
- 12.teden

Mitja je spet postal starešina in je imel privilegij Veta to pomeni, da lahko odreši sebe ali drugega od nominacij in postavi naslednjega na vroči stol, ki je imel najmanj glasov za obstanek v hiši. Mitja je pa imel tudi dvojne nominacije.
Ta teden ni nihče izpadel iz tekmovanja so se pa vselili trije VIP gostje. Vlado Pilja (glasbenik), Suzana Jakšič in Soraja - Sara Vučelić . Nominacije so potekale za 13. teden nominirani so bili Ana Mari, David in Martin. Starešina privilegij, da lahko nekoga reši ni izkoristil.
- 13. teden

Martin je postal starešina in je imel dvojne nominacije. Privilegija veta ne bo imel saj je bil izbran od stanovalcev. 
Potekale so zadnje nominacije Ana, Mitja in Tomaž so imeli imuniteto do finala. Sebastjan pa je izkoristil svojo imuniteto, ki mu jo je v 6. oz. 7. tednu dala Ana Mari, s tem se je uvrstil direktno v finale. 
Nominirani so bili lahko VIP stanovalci. Nominirani so bili vsi razen tistih kateri so bili že uvrščenih v finale.
- 14. teden

Dva stanovalca od nominiranih sta odšla Vlado in Martin. V Finale so prišli zraven Ane, Mitje, Tomaža in Sebastjana B še Pia in Ana Mari. 
- 15. teden

V zadnje tednu so bili nominirani vsi stanovalci. Dan prej pred super finalom sta bili razkriti skrivnosti stanovalcev iz smetišča in VIP stanovalcev. Suzana in Soraja sta bili izseljeni iz hiše. Še isti večer sta se morala iz hiše izseliti še dva stanovalca, ki sta imela najmanj glasov za zmago to sta bila Mitja in Ana.
V super finalu so ostali Ana Mari, Pia, Sebastjan B in Tomaž.
V superfinalu je najprej zapustil hišo Sebastjan B, nato je hišo Big Brother zapustil zadnji moški v hiši Tomaž. Zadnji dve stanovalki sta ostali Ana Mari in Pia. Voditeljica Ana Marija Mitić je stanovalkama zadnjič rekla, da naj vstaneta in razglasia je da je zmagovalka Pia. Pia je prva ženska zmagovalka Big Brotherja Slovenija.

## Naloge
| Teden | Naloga                                                   | opravljena/neopravljena |
| ----- | -------------------------------------------------------- | ----------------------- |
| 1     | Hotel Big Brother                                        | opravljena              |
| 2     | Elitna družba                                            | opravljena              |
| 3     | Pari                                                     | opravljena              |
| 4     | Big Brother song contest (Big Brother pevsko tekmovanje) | opravljena              |
| 5     | Turneja po Sloveniji                                     | neopravljena            |
| 6     | Delo v tovarni                                           | opravljena              |
| 7     | Lažni boj z drugo hišo                                   | opravljena              |
| 8     | Gledališče                                               | opravljena              |
| 9     | Kriza                                                    | opravljena              |
| 10    | Radio Big Brother                                        | neopravljena            |
| 11    | Zavod za zaposlovanje                                    | opravljena              |
| 12    | Poroka                                                   | opravljena              |
| 13    | Preživetje v naravi                                      | opravljena              |
| 14    | Dom upokojencev                                          | neopravljena            |

### Hotel Big Brother
V prvi nalogi so se stanovalci delili na Goste in uslužbence. Po nekaj dnevih je elita premešala vloge.
| Stanovalec  | Dan 3–5      | Dan 5–6      |
| ----------- | ------------ | ------------ |
| Ana         | Gost         | Gost         |
| Ana Mari    | Uslužbenka   | Gost         |
| Darja       | Gost         | Gost         |
| David       | Uslužbenec   | Uslužbenec   |
| Dijana      | Gost         | Gost         |
| Ksenija     | Uslužbenka   | Uslužbenka   |
| Marko       | Gost         | Uslušbenec   |
| Nina        | Gost         | Uslužbenka   |
| Pia         | Skrivna soba | Skrivna soba |
| Sebastjan B | Gost         | Gost         |
| Sebastjan Z | Uslužbenec   | Gost         |
| Tibor       | Uslužbenec   | Gost         |
| Tina        | Skrivna soba | Skrivna soba |
| Tomaž       | Skrivna Soba | Skrivna Soba |
| Žiga        | Gost         | Uslužbenec   |

### Pari
V tretjem tednu so stanovalce razdelili po parih. Pari morajo početi iste stvari(Jesti, piti, oditi spat...).Te pare je določila Elita. Čez teden pari tekmujejo za najbolj idealen par, ki na koncu tedna dobi imuniteto.
| Stanovalec 1 | Stanovalec 2 |
| ------------ | ------------ |
| Dijana       | Tina         |
| Ana          | David        |
| Ana Mari     | Sebastjan B  |
| Marko        | Žiga         |
| Nina         | Sebastjan Z  |
| Darja        | Tomaž        |

### Big Brother pevsko tekmovanje
Stanovalci so se čez teden pripravljali na nastop, ki so ga imeli v petek 3.4. v oddaji v živo. Po telefonskem glasovanju gledalcev sta bili zmagovalki Ana Mari in Tina, ki sta si priborili imuniteto.
| Stanovalci                | Nastop                                | Mesto |
| ------------------------- | ------------------------------------- | ----- |
| Ana Mari & Tina           | Rhianna and Kanye West                | 1     |
| Pia                       | Jennifer Lopez                        | 2     |
| Žiga                      | Pink                                  | 3     |
| Ana & David               | Blues Brothers                        | 4     |
| Nina                      | Magnifico                             | 5     |
| Darja, Sebastjan B, Tibor | Elton John, Axl Rose, Freddie Mercury | 6     |
| Marko, Sebastjan Z, Tomaž | Sestre                                | 7     |

## Predvajanje
PON ob 21.00,21.20 ali 21.30 (90 minut)

TOR - ČET ob 20.00,21.30 ali po fimu (90 minut)

PET ob 20.00 - 22.00 oddaja v živo (izpadanje) (120 min)

SOB in NED ob 20.00, po moto gp ali po filmu (90 minut)

Skupaj 106 oddaj 

### V živo iz hiše Brother
Gledalci so med tednom si lahko na kratko ogledali kaj se dogaja v hiši brezplačno.
PON - PET V živo iz hiše Big Brother ob 16.00 (30 min) in ob 17.45 (15 min) od 9. marca do 29. marca

PON - PET v živo iz hiše Big Brother ob 13.00 (30 min) in ob 16.15 (15 min) od 29. marca do 19. junija (2x 75 oddaj = 150 oddaj)

SRE V živo iz hiše Big Brother ob 23.00 oz. po dnevni oddaji (30 min ali 2x 15 min) (25 oddaj)

PET V živo iz hiše Big Brother ob 22.00 oz. po oddaji v živo (30 min) (15 oddaj) 

Skupaj 190 oddaj